# Raionul Sovietskîi, Crimeea
Sovietskîi (în ucraineană Совєтський район, transliterat: Sovietskîi raion) este un raion în Republica Autonomă Crimeea, Ucraina. Reședința sa este așezarea de tip urban Sovietskîi.

## Demografie
Componența lingvistică a raionului Sovietskîi
     Rusă (64,37%)
     Tătară crimeeană (21,16%)
     Ucraineană (10,38%)
     Alte limbi (0,81%)
Conform recensământului din 2001, majoritatea populației raionului Sovietskîi era vorbitoare de rusă (64,37%), existând în minoritate și vorbitori de tătară crimeeană (21,16%) și ucraineană (10,38%).